# Stepaside Knoll
Stepaside Knoll är en kulle i Antarktis. Den ligger i Östantarktis. Nya Zeeland gör anspråk på området. Toppen på Stepaside Knoll är 1 613 meter över havet, eller 11 meter över den omgivande terrängen. Bredden vid basen är 0,35 km.
Terrängen runt Stepaside Knoll är huvudsakligen kuperad, men åt nordost är den bergig. Trakten är obefolkad. Det finns inga samhällen i närheten.